# NGC 4898
NGC 4898 ist eine aus NGC 4898-1 und NGC 4898-2 bestehende gravitationelle Doppelgalaxie. NGC 4898-1 ist eine 13,6 mag helle elliptische Galaxie vom Hubble-Typ E3; NGC 4898-2 eine 13,6 mag helle elliptische Galaxie vom Hubble-Typ E0. Beide Galaxien gehören zum Coma-Galaxienhaufen, sind im Sternbild Haar der Berenike zu finden und etwa 300 Millionen Lichtjahre von der Milchstraße entfernt. Sie wurden am 6. April 1864 von Heinrich Louis d’Arrest entdeckt.